# Ferro-fluoro-edenite
La ferro-fluoro-edenite (simbolo IMA: Ffed) è un rarissimo minerale del supergruppo dell'anfibolo, all'interno del quale viene collocato nel "gruppo degli anfiboli con W(OH,F,Cl)-dominante" e da lì al sottogruppo degli anfiboli di calcio dove occupa un posto nel "gruppo contenente la radice edenite nel nome"; essendo un anfibolo, appartiene agli inosilicati e pertanto alla famiglia minerale dei "silicati", e possiede composizione chimica NaCa2Fe2+5(Si7AlO22)F2.
La ferro-fluoro-edenite è definita con:
- sodio dominante in posizione A
- ferro Fe2+ dominante in posizione C
- fluoro dominante in posizione W.

## Etimologia e storia
Il fluoro dominante, la presenza di Fe2+ e la relazione con l'edenite hanno determinato la scelta del nome del minerale.

## Classificazione
La classica nona edizione della sistematica dei minerali di Strunz, aggiornata dall'Associazione Mineralogica Internazionale (IMA) fino al 2009, non elenca la ferro-fluoro-edenite, poiché essa è stata approvata dall'IMA come specie minerale indipendente nel 2020.
Il minerale è però presente nell'edizione successiva, proseguita dal database "mindat.org" e chiamata Classificazione Strunz-mindat, dove la ferro-fluoro-edenite è elencata nella classe "9. Silicati (germanati)" e da lì nella sottoclasse "9.D Inosilicati"; questa viene suddivisa più finemente in base alla struttura del minerale, in modo tale che la ferro-fluoro-edenite possa essere trovata nella sezione "9.DE Inosilicati con catene doppie di periodo 2, Si4O11; clinoanfiboli" dove forma il sistema nº 9.DE.15.

## Abito cristallino
La ferro-fluoro-edenite cristallizza nel sistema monoclino nel gruppo spaziale C2/m (gruppo nº 12) con i parametri di cella a = 9,9132(10) Å, b = 18,1736(19) Å, c = 5,2943(6) Å e β = 104,85(1)°, oltre ad avere 2 unità di formula per cella unitaria.

## Origine e giacitura
La ferro-fluoro-edenite è stata trovata in alcune cavità vulcaniche: i materiali eiettati vulcanici probabilmente si sono cristallizzati durante una fase idrotermale tardiva; la paragenesi è con magnetite, quarzo e vonsenite.
La ferro-fluoro-edenite è rarissima ed è stata trovata solo nella sua località tipo, il cratere "La Fossa" (38.40345°N 14.9614°E) sull'isola di Vulcano (Lipari, Italia).

## Forma in cui si presenta in natura
La ferro-fluoro-edenite è da trasparente a traslucida, con lucentezza vitrea; il colore è marrone scuro o nero, mentre il colore dello striscio è marrone chiaro.

## Minerali correlati
Un minerale con composizione chimica che richiama in parte la ferro-fluoro-edenite è la potassic-ferro-cloro-edenite; possiede composizione chimica KCa2Fe2+5(AlSi7O22)Cl2 nella quale, rispetto alla ferro-fluoro-edenite, il potassio sostituisce il sodio nella posizione A, e il cloro finale sostituisce il fluoro nella posizione W.
La potassic-ferro-cloro-edenite è un anfibolo non ancora riconosciuto dall'IMA appartenente ai medesimi, gruppo e sottogruppo dell'edenite e, pertanto, della ferro-fluoro-edenite.